# Neresheim
Neresheim est une ville de Bade-Wurtemberg (Allemagne), située dans l'arrondissement d'Ostalb, dans la région de Wurtemberg-de-l'Est, dans le district de Stuttgart.
Elle est connue par son abbaye bénédictine baroque et sa manécanterie.

## Histoire
- Bataille de Neresheim (1796)
- Combat de Neresheim (1805)

## Monuments
- Abbaye de Neresheim

## Personnalités
- Karl Bonhoeffer (1868-1948), psychiatre et neurologue, père de Dietrich Bonhoeffer
- Hermann Eckstein (1903-1976), légionnaire franco-allemand, Compagnon de la Libération